# 1408 (短篇小說)
《1408》（英語：1408）是由美國小說家史蒂芬·金於1999年發表的恐怖短篇小說，收錄於有聲書《血與煙》（Blood and Smoke）以及短篇故事集《史蒂芬金的14張牌》中。

## 劇情簡介
麥可·恩斯林（Mike Enslin）是一名不信鬼神，但以親自探訪鬧鬼地方、作為書籍題材的作家。
某日恩斯林前往市區裡的海豚飯店（Hotel Dolphin），向飯店經理歐林（Olin）表明希望能住上該旅館內謠傳有鬧鬼事蹟、位於第13樓的「1408房」。
歐林雖一開始便向恩斯林說出1408房過去發生的種種詭異事件、希望能澆熄恩斯林的想法，但最終仍只能依照恩斯林的要求讓他住上一晚。而前往1408房的恩斯林，將面臨他未能意料到的恐怖存在。
進房後的麥可·恩斯林只待了70分鐘, 就被就被嚇得半死.
出來後的並回到家的他, 只敢開著燈睡覺, 也不敢把手機留在他身邊。到了日落, 他也得把窗簾給拉上, 因為日落的顏色會然他想起1408房的燈光.

## 戲劇改編
此作品的改編戲劇是由瑞典導演麥克·哈夫斯強擔任導演，並由約翰·庫薩克及山繆·傑克森兩名演員擔任劇中主角，後以為名稱於2007年上映。

## 其它
《1408》的初期章節內容，有收錄在史蒂芬·金的自傳書籍《史蒂芬·金談寫作》裡，作為向讀者解釋如何更改文章語句的範例。

## 外部連結
- 史蒂芬·金官方網站上的《1408》作品介紹（页面存档备份，存于）（英文）